# Carlo Thaon di Sant'Andrea
Il Marchese Carlo Francesco Thaon di Revel e Sant'Andrea (Nizza, 28 febbraio 1725 – Cagliari, 14 dicembre 1807) è stato un nobile e militare italiano di origine nizzarda.
Fu generale di fanteria, comandante generale della contea di Nizza, governatore della città di Torino, Tortona e Asti, luogotenente generale del Regno e viceré del Regno di Sardegna.

## Biografia
Proveniente da una famiglia di militari (il padre Giuseppe Orazio Thaon di Revel era ufficiale della prefettura di Nizza e gli zii, Marco Antonio, ufficiale di fanteria e Pietro Ignazio, di marina) compì i propri studi all'Accademia Reale e uscì con il grado di alfiere del reggimento di Saluzzo nel 1740. Combatté nelle campagne di guerra nel modenese, nella Savoia e sulle Alpi con il grado di Comandante in capo, distinguendosi per il suo valore riportando anche alcune ferite. Venne promosso al grado di luogotenente colonnello nel 1768 e colonnello nel 1771 del reggimento di Nizza. Nel 1772 venne insignito dell'Ordine Mauriziano. Divenne maggiore generale nel 1780, comandante della città e della contea di Nizza nel 1781,  luogotenente generale di fanteria del "Nizza" e viceré di Sardegna nel 1787.
Nel 1790 gli venne affidato il governatorato di Tortona e due anni più tardi quello di Asti. Il 25 luglio 1792 Vittorio Amedeo III entrò nella coalizione antifrancese, la così detta Prima coalizione e quando (il 10 settembre) la Convenzione dichiarò guerra al Regno di Sardegna, assegnò al generale Thaon di Revel il comando supremo dell'esercito delle Alpi Marittime che mantenne per la durata della aspra campagna militare contro la Francia rivoluzionaria (del 1793-1794), riportando la vittoria dell'Authion.
Con la pace di Parigi del 15 maggio 1796, la Contea di Nizza e la Savoia divennero francesi e Carlo Francesco perde il castello di famiglia con i feudi connessi, Revel e Saint-André. Con decreto regio, ebbe dal re (Vittorio Amedeo III) il titolo di marchese trasmissibile da portarsi col nome Thaon (25 maggio 1796). Nel 1797 si trasferisce a Torino dove assume l'incarico di governatore.
Con la occupazione francese dell'Italia e la caduta della monarchia sabauda, fu una delle persone più ricercate del regime francese che riuscirono a catturarlo. Fu trattenuto in ostaggio ma in seguito liberato dai contadini della valle di Susa che lo permise di unirsi al Generale Suvarov nel suo quartiere generale e prendere il comando in capo dell'esercito sardo. Per incarico del sovrano, assente in Sardegna, assunse la luogotenenza generale degli stati di terraferma con poteri di alter ego (1799). Nello stesso anno gli venne insignito dell'Ordine Supremo della Santissima Annunziata.
Dopo la disfatta di Marengo riparò prima a Livorno, in seguito a Napoli e Roma per approdare in Sardegna dove (1804) il re gli riconfermò la carica di viceré, in assenza di Carlo Felice. Un anno prima della sua morte (1806) fu creata e conferita, appositamente per lui, la dignità di Gran Maestro dell'Artiglieria. "Uomo di antico senno", dice di lui A. Manno, "di fedeltà ideale e di valore leggendario".

## Discendenza
Sposò Maddalena Galleani di Todon, figlia del conte Gian Andrea. Dalla loro unione nacquero sei figli: 
- Giuseppe Alessandro, generale, governatore di Torino e primo comandante dell'Arma dei Carabinieri
- Geltrude
- Ignazio Isidoro, ministro sardo-piemontese, governatore di Genova e Torino, viceré di Sardegna, luogotenente generale del regno
- Giovanna
- Maurizio, morto all'età di 29 anni[5], fu ufficiale nel reggimento di Nizza e cavaliere di Malta.
- Sofia.

I primi due maschi furono entrambi aiutanti di campo al fianco del padre durante la guerra delle Alpi.